# روك آلن
روك آلن (بالإنجليزية: Rock Allen)‏ (مواليد 5 سبتمبر 1981) هو ملاكم أمريكي، مثّل بلاده في الألعاب الأولمبية الصيفية 2004.

## روابط خارجية
روك آلن على موقع بوكس ريك (الإنجليزية) (registration required)
- روك آلن على موقع أوليمبيديا (الإنجليزية)